# Giovanni Getto
Giovanni Getto (Ivrea, 14 giugno 1913 – Bruino, 9 giugno 2002) è stato un critico letterario italiano.

## Biografia
Diplomatosi al Liceo Classico Carlo Botta di Ivrea nel 1933, fece parte della locale Azione cattolica.
Iscrittosi all'Università di Pisa, fu anche allievo di Luigi Russo presso la Scuola Normale Superiore di Pisa, che completò nel 1937; dopo aver iniziato l'attività accademica presso l'Università Statale di Milano, passò all'Università degli Studi di Torino, insegnandovi Letteratura italiana dal 1948 al 1988.
Fu condirettore della rivista Lettere italiane (unitamente a Vittore Branca) e della Rivista di storia e letteratura religiosa.
I suoi interessi riguardarono principalmente Dante, la letteratura religiosa, Tasso, il barocco, Manzoni, Palazzeschi e Montale.
Dal 1987 fece parte dell'Accademia dei Lincei.

## Opere

### Monografie
- Paolo Sarpi, Pisa, Vallerini, 1941, p. 266.
- Storia delle storie letterarie, Collana Idee nuove n.16, Milano, Bompiani, 1942,  p. 440.
- Aspetti della poesia di Dante, Collana Biblioteca del Leonardo n.37, Firenze, Sansoni, 1947,  p. 191.
- Poeti, critici e cose varie del Novecento, Collana Biblioteca del Leonardo n.50, Firenze, Sansoni, 1953,  p. 253.
- Carducci e Pascoli, Bologna, Zanichelli, 1957,  p. 190.
- Paolo Sarpi, Firenze, Olschki, 1964,  p. 365.
- Carducci e Pascoli, Collana Collana di saggi n.27, Napoli, Edizioni Scientifiche Italiane, 1965,  p. 200.
- Immagini e problemi di letteratura italiana, Milano, Mursia, 1966,  p. 275, ISBN 978-88-425-9119-1.
- Vita di forme e forme di vita nel Decameron, Torino, Petrini, 1966,  p. 322.
- Saggi leopardiani, Firenze, Vallecchi, 1966,  p. 279.
- Studio sul Morgante, Collana Biblioteca di Lettere italiane n.7, Firenze, Olschki, 1967,  p. 212.
- Interpretazione del Tasso, Collana di saggi n.30, Napoli, Edizioni Scientifiche Italiane, 1967,  p. 429.
- Letteratura religiosa del Trecento, Firenze, Sansoni, 1967,  p. 271.
- Nel mondo della Gerusalemme, Firenze, Vallecchi, 1968,  p. 317.
- Letteratura e critica nel tempo, Milano, Marzorati, 1968,  p. 402.
- Storia delle storie letterarie, Collana Critica e storia, Firenze, Sansoni, 1969,  p. 337. (Storia delle storie letterarie, Collana La cultura storica, Napoli, Liguori, 2011, pp. 376)
- Barocco in prosa e in poesia, Collana Saggi, Milano, Rizzoli, 1969,  p. 485. Vincitore del Premio Viareggio per la Saggistica,[1]
- Manzoni europeo, Collana Biblioteca europea di cultura n.9, Milano, Mursia, 1971,  p. 411, ISBN 978-88-425-9120-7.
- Poeti del Novecento e altre cose, Collana Civiltà letteraria del Novecento. Saggi n.27, Milano, Mursia, 1977,  p. 196.
- Ospite dell'anima: meditazioni sullo Spirito Santo, il Veni Sancte Spiritus e il Gloria Patri, Milano, Jaca book, 1991, ISBN 88-16-30198-8.
- Gino Pistoni: ritratto di un caduto per la libertà, a cura di Rodolfo Venditti, Milano, P. Gribaudi, 1994, p. 120.
- Il Barocco letterario in Italia, premessa di Marziano Guglielminetti, Milano, Bruno Mondadori, 2000, p. XI, 480.

### Articoli
- Piemonte in poesia, in Nuova Antologia : rivista di lettere, scienze ed arti, vol. 83, n. 1768, 1948,  pp. 438-448.
- Struttura e poesia nella 'Gerusalemme Liberata', in Belfagor : rassegna di varia umanità, vol. 4, n. 3, 1949,  pp. 300-322.
- La Storia nei promessi sposi, in Terzo programma : quaderni trimestrali, n. 1, 1974,  pp. 31-40.
- Il tempo e lo spazio nella Vita di Alfieri, in Studi piemontesi, vol. 7, n. 1, 1978,  pp. 3-22.

### Contributi in volume
- La Gerusalemme conquistata, in Torquato Tasso, Milano, Marzorati, 1957,  pp. 431-477.
- La realtà nel 'Decameron', in Antologia della critica letteraria, Milano, Principato, 1971,  pp. 271-274.
- Federico Della Valle, in Letteratura italiana. I minori, vol. 2, Milano, Marzorati, 1974,  pp. 1489-1521.
- Fulvio Testi, in Letteratura italiana. I minori, vol. 2, Milano, Marzorati, 1974,  pp. 1641-1667.
- La polemica sul Barocco, in Letteratura Italiana. Le correnti, vol. 1, Milano, Marzorati, 1974,  pp. 417-504.
- "Triumphus temporis": il sentimento del tempo nell'opera di Francesco Petrarca, in Letterature comparate: problemi e metodo : studi in onore di Ettore Paratore, vol. 3, Bologna, Pàtron, 1981,  pp. 1243-1272.
- La storia letteraria, in Tecnica e teoria letteraria, 2ª ed., Milano, Marzorati, 1984,  pp. 109-176.

### Curatele
- Letture dantesche, Premessa e cura di G. Getto, saggi di AA.VV., Firenze, Sansoni, 1955-1961,  pp. 2038, 3 voll..
- Letture manzoniane, Firenze, Sansoni, 1964,  p. 582.
- Alessandro Manzoni, I promessi sposi, a cura di, Firenze, Sansoni, 1964, pp. 960.
- Lirici Marinisti, a cura di, Milano, Tea Editore, 1990, pp. 550
- Giosue Carducci, Poesie, introduzione di; scelta e commento di Guido Davico Bonino, Milano, BUR, 2021 (10. ed), p. 316
- Torquato Tasso, La Gerusalemme liberata, a cura di; testo e note di Edoardo Sanguineti; premessa di Emilio Russo, Brescia, Scholé, 2022, p. 935.